# Tetrorchidium congolense
Tetrorchidium congolense är en törelväxtart som beskrevs av J.Leonard. Tetrorchidium congolense ingår i släktet Tetrorchidium och familjen törelväxter. Inga underarter finns listade i Catalogue of Life.